# Мюлинг, Генрих Юлиус
Генрих Юлиус Мюлинг (нем. Heinrich Julius Mühling; 3 июля 1810, Нордхаузен — 20 февраля 1880, Магдебург) — немецкий органист и дирижёр. Сын органиста Августа Мюлинга.
Учился в гимназии в Нордхаузене и Домской школе в Магдебурге, с 1830 г. изучал право в Лейпцигском университете, одновременно занимаясь музыкой под руководством К. Т. Вайнлига. Вернувшись в Магдебург, в 1847 г. сменил своего отца на посту титулярного органиста церкви Святого Ульриха. В 1849 г. стал первым председателем новоучреждённого Магдебургского союза музыкантов. Работал как дирижёр с различными городскими хоровыми и оркестровыми коллективами, впервые в Магдебурге исполнил ряд сочинений Людвига ван Бетховена и Феликса Мендельсона. В 1856 г. вместе с Францем Абтом и Анри Литольфом стал одним из главных организаторов Магдебургского музыкального фестиваля.
Автор симфонии, многочисленных хоровых сочинений, фортепианных и органных композиций.
Мюлингу посвящена Соната для органа № 2 Августа Готфрида Риттера.